# Подорашје
Подорашје је насељено мјесто у Босни и Херцеговини у граду Сребренику које административно припада Федерацији Босне и Херцеговине. Према попису становништва из 1991. у насељу је живјело 1.191 становника.

## Географија
Насеље Подорашје је смјештено 20 км од града Тузле у смјеру сјеверозапад, налази се на административној граници општина Тузла и Сребреник. Смјештено је у планинском дијелу Мајевице са котом терена преко 350 м.н.в..

## Становништво
| Националност       | 1991.        | 1981.        | 1971.        |
| Муслимани          | 705 (59,19%) | 577 (66,32%) | 512 (67,27%) |
| Хрвати             | 194 (16,28%) | 238 (27,35%) | 206 (27,06%) |
| Срби               | 11 (0,92%)   | 11 (1,26%)   | 7 (0,91%)    |
| Југословени        | 100 (8,39%)  | 31 (3,56%)   | 0            |
| остали и непознато | 181 (15,19%) | 13 (1,49%)   | 36 (4,73%)   |
| Укупно             | 1.191        | 870          | 761          |

## Извор
- Књига: „Национални састав становништва — Резултати за Републику по општинама и насељеним местима 1991.", статистички билтен бр. 234, Издање Државног завода за статистику Републике Босне и Херцеговине, Сарајево.
- интернет — извор, „Попис по мјесним заједницама“ — https://web.archive.org/web/20090520191154/http://www.fzs.ba/Podaci/nacion%20po%20mjesnim.pdf